# Furcivena cyanoxantha
Furcivena cyanoxantha là một loài bướm đêm trong họ Crambidae.